# ارياب (ذي السفال)

تعديل مصدري - تعديل

ارياب هي إحدى قرى عزلة السيف بمديرية ذي السفال التابعة لمحافظة إب، بلغ تعداد سكانها 149 نسمة حسب تعداد اليمن لعام 2004.